# Гомес, Хосе Мигель
Хосе́ Миге́ль Го́мес-и-Го́мес (исп. José Miguel Gómez y Gómez; 6 июня 1858, Санкти-Спиритус, провинция Санта-Клара, Куба — 13 июня 1921, Нью-Йорк, США) — кубинский военный и политический деятель по прозвищу «Акула», генерал в период войны за независимость Кубы от Испании, президент Кубы в 1909—1913 годах.

## Военная карьера
Гомес присоединился к антииспанской революции относительно поздно, 11 сентября 1895 года, когда восстание шло уже больше полугода. Тем не менее уже в начале 1896 года ему присваивается чин полковника в знак признания его заслуг в руководстве частями кубинской армии в сражении у Арройо Бланко. В конце того же 1896 года ему было присвоено звание бригадного генерала, а в 1898 дивизионного генерала.
Незадолго до окончания войны он был назначен учредительным собранием в Санта-Крусе специальным представителем в Вашингтон, который должен вести дела с правительством США от имени Кубы.
30 июня 1899 года Гомесу было присвоено звание генерал-майора Освободительной Армии.
После оккупации острова войсками США 4 марта 1899 года генерал Брук назначил Гомеса гражданским губернатором провинции Лас-Вильяс. Этот пост он занимал до 30 сентября 1905 года, одержав в 1902 году победу на губернских выборах.
В эти годы он принимал участие в работе Конституционной ассамблеи, которая приняла первую Конституцию Кубинской республики.

## Политическая деятельность
В августе 1906 года либералы во главе с Хосе Мигелем Гомесом и Альфредо Саясом возглавили восстание против переизбрания на второй срок президента Томаса Эстрады Пальмы. В сентябре 1906 года Эстрада Пальма и кабинет министров ушли в отставку, после чего США осуществили вторую оккупацию Кубы, продолжавшуюся до января 1909 года.
В 1908 году в соответствии с уточнёнными законами состоялись президентские выборы, на которых победил Хосе Мигель Гомес с Альфредо Саясом в качестве вице-президента.
Хосе Мигель Гомес занимал пост президента Кубы с 1909 по 1913 годы. Его президентство отмечено рядом коррупционных скандалов, в том числе связанных с выдачей концессий на очистку дна в морских портах и на осушение болот Сьенаго-де-Сапата, которое было поручено некомпетентной американской компании и фактически не осуществлено. В президентство Гомеса было создано Независимое объединение цветных — партия кубинцев африканского происхождения, выступавшая против расовой дискриминации. В ответ был принят закон, запрещавший создание партий по расовому признаку. Объединение было распущено, после чего его сторонники в мае 1912 года подняли восстание, подавленное по приказу Гомеса. Одновременно на территории Кубы был высажен отряд морской пехоты США.
По завершении срока своего президентства Гомес отказался поддержать кандидатуру своего вице-президента Саяса на президентский пост и способствовал избранию консерватора Марио Гарсии Менокаля. В 1916 году на следующих президентских выборах Саяс соперничал с Менокалем, который был объявлен победителем. Гомес в итоге не признал его победы и в феврале 1917 года поднял против него восстание. Однако США признали победу Менокаля и высадили на Кубе несколько групп морской пехоты. Убедившись в отсутствии североамериканской поддержки, повстанцы прекратили сопротивление.
В 1920 году Хосе Мигель Гомес вновь баллотировался на президентских выборах, однако проиграл Альфредо Саясу, которого поддержал уходящий президент Менокаль.